# Eloy Cantú Segovia
Eloy Cantú Segovia es un político mexicano, miembro del Partido Revolucionario Institucional. Ha sido diputado y senador y fue Embajador de México en Bélgica.

## Biografía
Es licenciado en Derecho por la Universidad de Monterrey y realizó estudios de Economía en el Instituto Tecnológico y de Estudios Superiores de Monterrey, Maestro en Métodos Modernos de Gestión Pública por parte del Instituto Internacional de Administración Pública de París y Doctor en Derecho Constitucional por la Universidad de París II.
Es Presidente del Comité del Continente americano del Grupo Mundial de Parlamentarios para el Hábitat, organismo que se encarga de apoyar en el nivel nacional y regional las políticas de vivienda y desarrollo urbano sustentable que acuerda la agencia Hábitat de las Naciones Unidas.
En el Gobierno Federal ha sido director de Estudios de la Descentralización para el Desarrollo Regional de la Secretaría de Programación y Presupuesto. En la Secretaría de Gobernación ha sido director general de Programación, Comisionado del Instituto Nacional de Migración (1994), y oficial mayor, en el Gobierno del Estado de Nuevo León ha sido secretario de Programación y Desarrollo en el Gobierno de Jorge Treviño Martínez y secretario de Desarrollo Económico en el Gobierno de José Natividad González Parás.
Ha sido dos veces senador por el estado de Nuevo León, de 1994 a 2000 y de 2006 a 2012, diputado federal por el V Distrito Electoral Federal de Nuevo León a la LVIII Legislatura de 2000 a 2003.
En el Partido Revolucionario Institucional ha sido dirigente de las juventudes en Nuevo León, Coordinador Nacional del Movimiento Nacional Juvenil y fue presidente del Comité Directivo Estatal en Nuevo León. Es miembro del Consejo Político Nacional desde 1995 y fue presidente de la Fundación Colosio en Nuevo León.